# Fairey Barracuda
Il Fairey Barracuda era un aeroplano prodotto dalla britannica Fairey Aviation Company Ltd durante la seconda guerra mondiale. Era un velivolo che doveva svolgere il doppio ruolo di bombardiere in picchiata e di aerosilurante da utilizzare sulle portaerei.

## Storia del progetto
Il Barracuda venne progettato in seguito alla specifica S.24/37 emessa nel novembre del 1937 volta alla acquisizione di un velivolo con il quale sostituire l'Albacore. Furono quattro le ditte che parteciparono alla gara: la Fairey, la Blackburn, la Westland Aircraft e la Supermarine. Vennero selezionati i progetti della Fairey, Type 100, e quello della Supermarine, il Supermarine Type 322. Venne quindi ordinata la costruzione di due prototipi di ciascun velivolo. I lavori iniziarono nel febbraio del 1939 e nell'agosto successivo vennero firmati i contratti per la produzione.
Il progetto della Fairey era piuttosto convenzionale. Il velivolo era un monoplano ad ala alta e di costruzione interamente metallica con rivestimento lavorante. L'ala, dato il particolare impiego, poteva essere ripiegata ed era dotata di flaps tipo Fairey-Youngman in lega leggera. Questi potevano svolgere diverse funzioni. In decollo venivano estesi fino a 20° per aumentare la superficie dell'ala mentre nelle picchiate venivano portati a 30° divenendo a tutti gli effetti freni aerodinamici. Anche il carrello, e soprattutto il suo meccanismo di retrazione, era piuttosto particolare. Le gambe del carrello principale erano fissate alla fusoliera e al longherone alare. Per rientrare nella sede, realizzata nei fianchi della fusoliera e sotto le ali, ogni gamba doveva ruotare in senso longitudinale. La fusoliera aveva una struttura monoscocca ed una sezione ovale. Sia l'ala che la fusoliera erano interamente realizzate in lega leggera. I piani di coda erano dotati di controventatura. Il rivestimento era in lega di alluminio per le parti fisse e in tela per quelle mobili. L'abitacolo poteva ospitare tre persone.
Come motore venne scelto il Rolls-Royce Exe, allora ancora in fase di sviluppo e dalla configurazione ad X, che avrebbe garantito 1 200 hp (885 kW). La scelta però non si rivelò felice. Poco tempo dopo la Rolls-Royce Limited annunciò l'abbandono dello sviluppo dell'Exe. Con lo scoppio del conflitto ogni risorsa della ditta venne concentrata sul Merlin. Fu quindi giocoforza adottare per il Barracuda questo motore nella versione 30 da 1 300 hp (969 kW). A questa unità verrà accoppiata un'elica tripala a passo fisso.
I ritardi accumulati dal progetto fecero sì che i primi test venissero svolti solo nel febbraio del 1942. Durante queste prove si evidenziò la necessità di irrobustire la struttura che, insieme all'aggiunta dell'equipaggiamento operativo completo, comportò un notevole aumento di peso. Ne risultò un velivolo sottopotenziato, problema che accompagnerà il Barracuda per lungo tempo, con scadenti prestazioni di salita e di decollo.
La prima versione prodotta in serie fu la Mk. I. Saranno trenta in totale gli Mk. I realizzati, dei quali venticinque dalla Fairey e cinque dalla Westland Aircraft. Questi aerei non entreranno mai in servizio. Sarà la versione successiva, Mk. II, la prima veramente operativa. Prodotta a partire dall'agosto del 1942 equipaggerà, nel marzo dell'anno successivo, il primo Squadron della Fleet Air Arm, l'827°. In seguito anche lo Squadron 810 sarà equipaggiato con questi velivoli e parteciperà alle operazioni dello sbarco di Salerno del settembre 1943.
Rispetto alla Mk. I la Mk. II montava un nuovo motore: il Merlin 32 da 1 600 hp (1 193 kW) al decollo. L'elica venne sostituita con una Rotol quadipala ma sempre a passo fisso. In totale saranno 1 588 gli Mk. II prodotti: 675 dalla Fairey e 700 Blackburn, 200 dalla Boulton-Paul e tredici dalla Westland.
Alla Mk. II seguì la Mk. III, una versione pensata principalmente per l'impiego anti sommergibile. Venne montato un radar di ricerca aria-superficie ASV 10, che venne sistemato in un radome posto sotto la fusoliera. Il prototipo di questo velivolo, un Mk. II modificato, volò per la prima volta nel 1943. Saranno 852 gli Mk. III prodotti, 460 dalla Fairey e 392 dalla Boulton-Paul.
La successiva, e ultima, versione realizzata del Barracuda fu la Mk. V. In realtà ci sarebbe dovuta essere anche una versione Mk. IV ma rimase allo stadio di progetto. Le origini della Mk. V risalivano al 1941 e alla decisione di sviluppare una versione del Barracuda dotata di un motore diverso dall'Exe. La Mk. V era una versione completamente riprogettata e caratterizzata da una nuova fusoliera, il timone di coda aveva ora una forma più appuntita per contrastare la maggiore coppia di rotazione dell'elica e il radome del radar era stato spostato sotto l'ala sinistra. Quale motore venne scelto il Griffon 37 da 2 030 hp (1 514 kW). L'elica era quadripala e sempre a passo fisso. Altri interventi riguardarono l'impianto elettrico, i serbatoi del carburante e un ulteriore irrobustimento della struttura. L'equipaggio venne ridotto a due uomini e l'armamento difensivo ad una sola mitragliatrice. Il primo prototipo, anche in questo caso un Mk. II modificato, volò per la prima volta nel novembre 1944. I Barracuda Mk. V dovevano rappresentare una soluzione di emergenza e temporanea da utilizzare sulle portaerei che avrebbero dovuto operare nel Pacifico, in attesa di poter disporre di velivoli più moderni. La fine del conflitto portò anche alla cancellazione dell'ordine per questi aerei e alla fine ne verranno effettivamente realizzati solo trenta esemplari. Nel dopoguerra verranno ridesignati T.F.5 e saranno impiegati per l'addestramento fino agli anni cinquanta.
La produzione totale di Barracuda durante la seconda guerra mondiale ammontò a 2.541 velivoli. La Fairey ne produsse 1.131, mentre 700 furono prodotti dalla Blackburn, 692 dalla Boulton Paul e 18 dalla Westland. Questi ultimi tutti in versione Mk. II.

## Impiego operativo
L'operazione più conosciuta alla quale presero parte i Barracuda è il bombardamento della corazzata Tirpitz nelle acque norvegesi del Kaafjord avvenuta del 3 aprile 1944. A questa azione parteciparono quaranta Barracuda dei Naval Squadron 827, 829 della portaerei Victorious  830, 831 della Furious con circa ottanta caccia di scorta.  I velivoli effettuarono un bombardamento in picchiata colpendo la nave 15 volte, senza penetrare il ponte corazzato, due Barracuda non rientrarono da questa missione e un altro si schiantò al decollo dalla portaerei.
La Tirpitz, pur subendo gravi danni alle sovrastrutture, non fu affondata e venne riparata il luglio successivo. Questa operazione (Operation Tungsten) fu la prima di quattro raid aeronavali lanciati dalla marina britannica contro la Tirpitz, che si risolsero in una serie di fallimenti.
Il mese successivo vide i Barracuda impegnati in combattimento nelle, come si chiamavano allora, Indie Orientali Olandesi. Alcuni velivoli furono anche impiegati per paracadutare agenti segreti nell'Europa Occupata. Durante queste missioni il velivolo veniva equipaggiato con delle gondole subalari.
Con la fine della guerra tutti gli Mk. II e gli Mk. III verranno velocemente ritirati dai compiti di prima linea. Nel dicembre del 1947 però verrà ricostituito, su Barracuda Mk. III, lo Squadron 815 della Royal Navy. Questo Squadron aveva sede nell'Irlanda del Nord e rimase operativo con il Barracuda fino al 1953, quando venne sostituito dal Grumman Avenger.

## Versioni

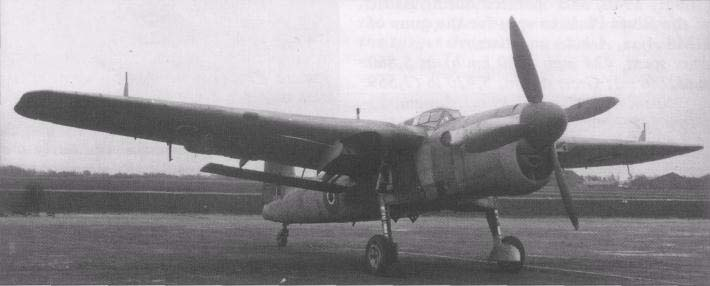
Un Barracuda Mk. V riconoscibile dall'elica quadripala e dalla presa d'aria per il radiatore maggiorato del Rolls-Royce Griffon.

Mk I
prima versione di produzione in serie, equipaggiata con un motore Rolls-Royce Merlin 30 da 1 260 hp (940kW), prodotta in 30 esemplari.
Mk II
sviluppo dell'Mk I, equipaggiato con un motore Merlin 32 da 1 640 hp (1 225 kW) abbinato ad un'elica quadripala e con radar ASV, prodotto in 1 688 esemplari.
Mk III
versione ASW del Mk II equipaggiato con un radar posizionato in un blister ventrale sulla parte terminale della fusoliera, prodotta in 852 esemplari.
Mk IV
prototipo derivato dal Mk II (number P9976) equipaggiato con un motore Rolls-Royce Griffon da 1 850 hp (1 380 kW), portato in volo l'11 novembre 1944, abbandonato in favore del Fairey Spearfish.
Mk V
versione con capacità incrementata a 2 000 lb (910 kg), equipaggiata con motore Griffon 37 da 2 020 hp (1 510 kW), radar ASH posizionato sotto la semiala sinistra e caratterizzato da una coda dal nuovo disegno, prodotta in 37 esemplari.

## Utilizzatori
Canada
- Royal Canadian Navy

 Regno Unito
- Fleet Air Arm
- Royal Air Force